# I gioielli di Aptor
I gioielli di Aptor (The Jewels of Aptor) è il primo romanzo di Samuel R. Delany, uno science fantasy pubblicato in lingua originale nel 1962.

## Trama
Ambientato in un futuro post-atomico, con la civiltà regredita ad uno stato simile al Medioevo, è la storia del giovane poeta e studente Geo, accompagnato dal fedele amico Urson. I due trovano lavoro come marinai su una strana imbarcazione, armata da una sacerdotessa della dea Argo. L'obiettivo della missione, ad altissimo pericolo, è quello di raggiungere una terra ostile e mutante, chiamata Aptor, allo scopo di salvare la figlia della sacerdotessa, rapida dalle forze dell'oscuro dio Hama.

## Edizioni in lingua italiana
- I gioielli di Aptor, trad. di Giampaolo Cossato, Milano, Editrice Nord (Fantacollana, vol. 1), 1973
- I gioielli di Aptor, trad. di Giampaolo Cossato, Milano, Editrice Nord (Fantacollana, vol. 1), 1977
- I gioielli di Aptor, Milano, Il Picchio, 1979
- Nelle pieghe del tempo / I gioielli di Aptor, Editrice Il Picchio (Raccolta "Spazio 2000" #20), 1981[1]

In Italia, I gioielli di Aptor è stato il primo titolo pubblicato nella collana editoriale di narrativa fantasy dell'Editrice Nord Fantacollana.